# Manater
Manater är stora vattenlevande däggdjur som idag utgör ett enda släkte Trichechus i familjen Trichechidae inom ordningen sirendjur (Sirenia).

## Utseende

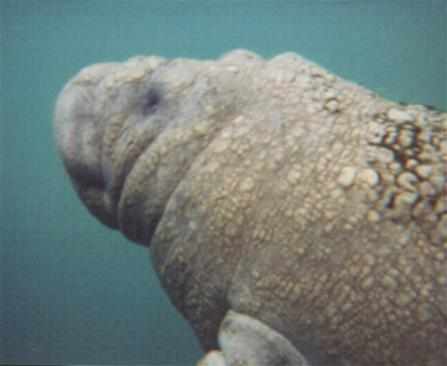
Lamantin

Med en längd som kan sträcka sig över fyra meter och en vikt som kan bli över 1 000 kg är manater jämförelsevis stora däggdjur.
Manaternas form på skalle och svans skiljer sig från dugongerna. Manaternas stjärtfena är rundad, formad som en paddel, medan dugongernas svans delar sig. De är växtätare som tillbringar merparten av sin tid på grunt vatten. Ett särdrag som skiljer manater från andra däggdjur är att de bara har sex halskotor. De har kontinuerlig tandväxling vilket också skiljer dem från dugongerna.
Arterna har mycket gles hårbeklädnad (med undantag av borstiga morrhår) och bröstfenorna är ibland försedda med rudimentära naglar. Fria bakre extremiteter saknas och ytterörat är förkrympt. Den fungerande tanduppsättningen består hos vuxna djur uteslutande av kindtänder.

## Utbredning
Manater finns bara vid kusterna av Atlanten och i angränsande nedre delar av större floder. I Amerika sträcker sig utbredningsområdet från sydöstra USA (delstaterna Georgia och Florida) över Centralamerikas kustlinjer och de karibiska öarna till norra Sydamerika där de även finns i floder som Orinoco och Amazonfloden långt in i landet. Vid Afrikas kuster förekommer manater från Senegal till Angola och i floden Niger samt i floder som mynnar i Tchadsjön.
Dessa djur lever både i salt- och sötvatten. I havet förekommer de huvudsakligt i mindre djupa regioner till exempel i laguner och mangrove. Dessutom finns de i bräckt vatten. De föredrar vattentemperaturer vid 20 °C.

## Ekologi
Som alla sirendjur är manater anpassade till ett liv i vatten. I motsats till sälar som har vissa likheter i kroppsbyggnaden men som inte är närmare släkt med sirendjur, kan manater inte ta sig upp på land. För att simma använder de främst stjärtfenan. Bukfenorna används för att styra, för kontakten med artfränder och för att hantera födan. Vanligtvis simmar de med en hastighet mellan 3 och 7 km/h men vid fara når de hastigheter upp till 25 km/h. De andas genom att hålla nosen med näsborrarna över vattenytan, de kan inte andas genom munnen. Deras dykningar är av olika tidslängd. Vanligen stannar de 4 minuter under vattenytan men de kan även dyka upp till 16 minuter (värden för lamantin).
Manater är aktiva på dagen och på natten. Efter 6 till 8 timmar aktivitet följer 6 till 10 timmar vila (värden för lamantin). Även under aktivitetstiden förekommer flera pauser. Angående deras sociala beteende finns olika iakttagelser, de lever antingen ensamma eller i små grupper (oftast bara en hona med sin unge). Ibland syns flera individer nära varandra vid sökandet efter föda. I dessa grupper förekommer olika sorters kroppskontakt, men en hierarki saknas. Under den torra perioden registrerades i Lago Amanã (nordvästra Brasilien) grupper av Amazonmanat som hade 500 till 1000 medlemmar.

### Föda
Liksom andra sirendjur är manater växtätare som livnär sig bland annat av sjögräs eller av andra växter som de hittar i vattnet eller tätt över vattenytan. De slukar dessutom smådjur som hänger fast i födan. Individer i fångenskap äter även fiskar och det är möjligt att dessa byten spelar en mindre roll även i naturen.
På grund av växternas ringa näringsvärde och manaternas kroppsvikt äter de stora mängder. Vanligen äter en individ per dag växter som motsvarar 5 till 10 procent av kroppens vikt, i undantagsfall upp till 25 procent.

### Fortplantning
Arten lamantin har en utpräglad parningslek där upp till 17 hannar följer efter en hona. Parningsleken varar en vecka till en månad. De flesta manater saknar särskilda parningstider, med vissa avvikelser för enskilda populationer inom en art. Efter dräktigheten som varar i 12 till 13 månader (värde för lamantin) föds vanligen en unge, i undantagsfall förekommer tvillingar. Som hos valarna föds ungen med svansen framåt. Nyfödda manater väger 10 till 15 kg (Amazonmanat) respektive 28 till 36 kg (lamantin) och är jämförelsevis väl utvecklade (värde för Senegalmanat saknas). Ungen har redan under första dagen förmåga att simma och andas självständigt, men ofta klättrar den på moderns rygg som hjälper den att komma till vattenytan. Honor har två spenar vid armhålan för att ge sina ungar di.
Efter en till tre månader börjar ungdjuret med fast föda och efter ett till två år slutar honan att ge di (värden för lamantin). Även efteråt håller ungdjuret kontakt till modern. Honor blir efter tre till fyra år könsmogna, hannar först efter nio till tio år. Hannar i fångenskap kan dock bli könsmogna tidigare.
Lamantinen blir jämförelsevis gammal och når i djurparker en ålder upp till 60 år. Två exemplar av Amazonmanat levde i fångenskap 12,5 år.

## Manater och människor
Arterna jagas för köttets, fettets och hudens skull. Den sistnämnda förarbetas till läder. Dessutom äter de ibland fisk från fiskenät och därför förföljs de av fiskare. Allmänt hotas de av havets föroreningar. Många individer dör när de kolliderar med motorbåt eller när de fastnar i fiskenät. Alla tre etablerade arterna listas av IUCN som sårbar (vulnerable).
Namnet manater är troligen en omvandling av ordet manatí av den utdöda folkgruppen Taíno. Ordet hade där betydelsen bröst eller juver. En annan förklaring är att namnet kommer från latinets manatus (har händer), då sjömän ibland tyckte att manaternas fenor påminner om människohänder.
Det vetenskapliga släktnamnet är bildat av de grekiska orden trichos (hår) och ekh_ (förfogar över). Det syftar på de borstiga morrhåren vid nosen.
Manater finns idag i fyra europeiska djurparker (Tierpark Berlin och Tiergarten Nürnberg i Tyskland, ZooParc de Beauval i franska Saint-Aignan (Loir-et-Cher), Acquario di Genova i Italien) och är planerad för National Wildlife Conservation Park i Bristol i England.
I den västafrikanska folkloren var manater heliga djur som ansågs vara reinkarnationer av tidigare människor. Att döda dem var tabu och krävde botgöring.

## Systematik
Familjen består av tre arter som alla tillhör släktet Trichechus.
- Amazonmanat (T. inunguis)
- Lamantin (T. manatus)
- Senegalmanat (T. senegalensis)

I nyare tider uppkom berättelser om dvärgväxta individer i Amazonområdet. Deras status var en tid omstridd. Året 2015 blev populationen beskriven som en ny art:
- Trichechus pygmaeus

De tidigaste medlemmarna i gruppen Trichechidae är känt från senare eocen eller tidig oligocen (för 38 miljoner år sedan). Det antas att familjen uppkom i Sydamerika. I miocen fanns ytterligare två släkten, Miosiren och Amomotherium, som sammanfattas i underfamiljen Miosireninae. I underfamiljen Trichechinae fanns bredvid släktet Trichechus de två utdöda släktena Potamosiren och Ribodon, som även levde i Sydamerika. Flytten till Afrika skedde troligtvis under pliocen eller tidig pleistocen.